# Marco Venturini
Pour les articles homonymes, voir Venturini.
Marco Venturini (né le 12 juillet 1960 à Pistoia) est un tireur sportif italien, spécialiste de la fosse olympique. 
Aux Jeux olympiques d'été de 1992 à Barcelone, il remporte la médaille de bronze en inscrivant 218 points. Il participe aussi aux Jeux olympiques d'été de 1996, 2000 et 2004, terminant respectivement aux 20e, 5e et 27e places.